# ناتان جرج
ناتان جرج (به انگلیسی: Nathan George) بازیگر آمریکایی است.
از فیلم‌های معروف او می‌توان به بازی در فیلم دیوانه از قفس پرید اشاره کرد.